# Parafia Świętych Cyryla i Metodego w Bolesławcu
Parafia Świętych Cyryla i Metodego w Bolesławcu – parafia rzymskokatolicka w dekanacie Bolesławiec Wschód w diecezji legnickiej.  Jej proboszczem jest ks. kan. Dominik Drapiewski. Obsługiwana przez księży diecezjalnych. Erygowana 6 sierpnia 1988. Kościół parafialny mieści się przy ulicy Krótkiej.